# Raphitomidae
Raphitomidae es una familia de pequeños y medianos caracoles marinos, moluscos gasterópodos, perteneciente a la superfamilia conoidea.
Bouchet, Kantor et al. elevó en 2011 la subfamilia Raphitominae (que en ese momento había sido colocado en la familia Conidae) a la categoría de familia. para ello basó en un análisis cladistical de la morfología de la concha, características radulares, caracteres anatómicos, y un conjunto de datos de secuencias moleculares de tres fragmentos de genes.

## Géneros
Esta es una lista de nombres de géneros aceptados pertenecientes a la familia Raphitomidae (la principal referencia para las especies recientes es la World Register of Marine Species)
- Abyssobela Kantor & Sysoev, 1986
- Abyssothauma Sysoev, 1996
- Acamptodaphne Shuto, 1971
- Acanthodaphne Bonfitto & Morassi, 2006
- Aliceia Dautzenberg & H. Fischer, 1897
- Asperdaphne Hedley, 1922
- Austrodaphnella Laseron, 1954
- Austropusilla Laseron, 1954
- Awheaturris Beu, 1970
- Azorilla F. Nordsieck, 1968
- Bathybela Kobelt, 1905
- Bellardiella Tapparone Canefri, 1883
- Buccinaria Kittl, 1887
- Clinura Bellardi, 1875
- Cryptodaphne Powell, 1942
- Daphnella Hinds, 1844
- Diaugasma Melvill, 1917
- Eubela Dall, 1889
- Eucyclotoma Boettger, 1895
- Exomilus Hedley, 1918
- Famelica Bouchet & Warén, 1980
- Favriella Hornung, 1920
- Fenestrosyrinx Finlay, 1926
- Fusidaphne Laseron, 1954
- Glyphostomoides Shuto, 1983
- Gymnobela Verrill, 1884
- Hemilienardia Boettger, 1895
- Isodaphne Laseron, 1954
- Kermia Oliver, 1915
- Kuroshiodaphne Shuto, 1965
- Leiosyrinx Bouchet & A. Sysoev, 2001
- Lusitanops F. Nordsieck, 1968
- Magnella Dittmer, 1960
- Microdaphne McLean, 1971
- Microgenia Laseron, 1954
- Mioawateria Vella, 1954
- Neopleurotomoides Shuto, 1971
- Nepotilla Hedley, 1918
- Pagodidaphne Shuto, 1983
- Paramontana Laseron, 1954
- Phymorhynchus Dall, 1908
- Pleurotomella Verrill, 1872
- Pontiothauma E.A. Smith, 1895
- Pseudodaphnella Boettger, 1895
- Raphitoma Bellardi, 1848
- Rimosodaphnella Cossmann, 1916
- Rocroithys Sysoev & Bouchet, 2001
- Spergo Dall, 1895
- Stilla Finlay, 1926
- Taranidaphne Morassi & Bonfitto, 2001
- Taranis Jeffreys, 1870
- Tasmadaphne Laseron, 1954
- Teleochilus Harris, 1897
- Teretia Norman, 1888
- Teretiopsis Kantor & Sysoev, 1989
- Thatcheria Angas, 1877
- Thatcheriasyrinx Powell, 1969
- Thatcherina Vera-Pelaez, 1998
- Thesbia Jeffreys, 1867
- Theta A.H. Clarke, 1959
- Thetidos Hedley, 1899 - as a separate genus[4] or as a synonym of Lienardia[5]
- Tritonoturris Dall, 1924
- Truncadaphne McLean, 1971
- Tuskaroria Sysoev, 1988
- Typhlosyrinx Thiele, 1925
- Veprecula Melvill, 1917
- Vepridaphne Shuto, 1983
- Xanthodaphne Powell, 1942
- Zenepos Finlay, 1926